# Галмерсгартен
Галмерсгартен (њем. Gallmersgarten) општина је у њемачкој савезној држави Баварска. Једно је од 38 општинских средишта округа Нојштат ан дер Ајш-Бад Виндсхајм. Према процјени из 2010. у општини је живјело 786 становника. Посједује регионалну шифру (AGS) 9575124.

## Географски и демографски подаци
Галмерсгартен се налази у савезној држави Баварска у округу Нојштат ан дер Ајш-Бад Виндсхајм. Општина се налази на надморској висини од 356 метара. Површина општине износи 15,2 km². У самом мјесту је, према процјени из 2010. године, живјело 786 становника. Просјечна густина становништва износи 52 становника/km².